# ناثان أشلي
ناثان أشلي (3 أكتوبر 1973 - ) (بالإنجليزية: Nathan Ashley)‏ هو لاعب كريكت أسترالي.

## وصلات خارجية
- ناثان أشلي على موقع إي آس بي آن كريك إنفو (الإنجليزية)